# Alexander Wood
Alexander Wood (Edimburgo, 1817- Edimburgo. 1884) fue un médico escocés que pasó a la historia como el inventor de la aguja hipodérmica, que perfeccionaría el francés Charles Pravaz. El año de la invención fue 1853, cuando Wood ideó un instrumento que ayudase a aliviar el dolor de su esposa, Rebecca Massey, quien padecía un cáncer por entonces incurable, inyectándole morfina con frecuencia. Se ha especulado que su esposa fue la primera adicta a la morfina que falleció por una sobredosis administrada con el invento de su marido.

## Biografía
Sus padres eran el doctor James Wood y su esposa (y prima) Mary Wood. Nació el 10 de diciembre en Cupar, Fife, completando sus estudios en la Edinburgh Academy y en la Universidad de Edimburgo. 
En 1853, inventó la primera aguja hipodérmica que utilizaba una jeringa verdadera y una aguja hueca. Su biógrafo y cuñado Thomas Brown escribió que fue picado por una abeja y la usó como modelo. Brown también escribió que 'al principio se utilizaba este nuevo método hipodérmico exclusivamente para administrar morfina y preparaciones de opio, pero es importante destacar que desde el inicio el Dr. Wood hablaba de la posibillidad de más amplias aplicaciones. Refiriéndose al prefacio de un artículo titulado New Method of Treating Neuralgia by Subcutaneous Injection (Nuevo método de tratar neuralgia por inyección subcutanea), publicado separadamente en 1855, Brown cita a Wood diciendo que 'Más probablemente, lo que es verdad con respecto a narcóticos sería igualmente verdadero con respecto a otras clases de remedios.'

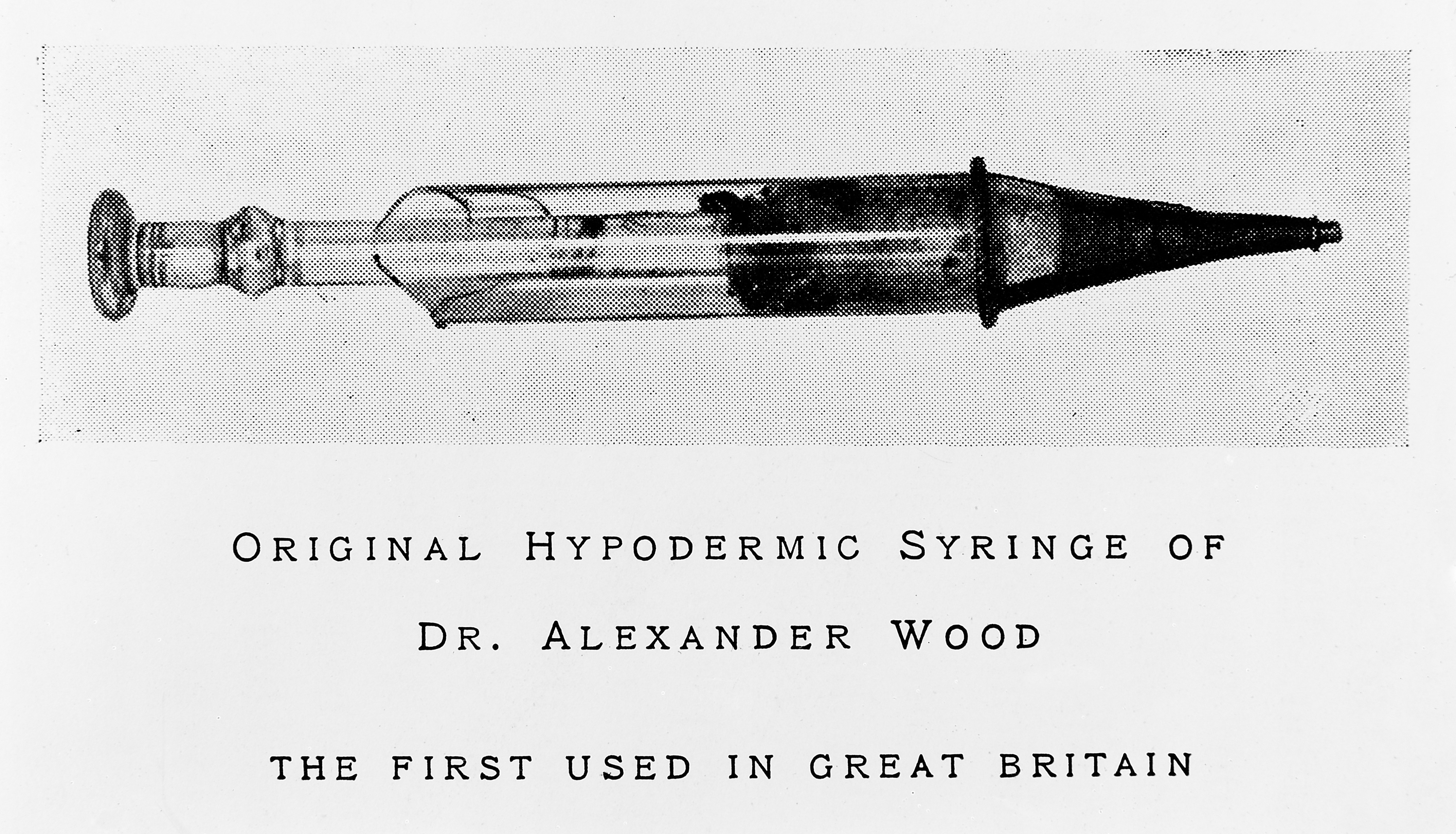
La jeringilla hipodérmica original del Dr. Alexander Wood.

Fue elegido Presidente del Royal College of Physicians of Edinburgh en 1858. 
Existe una historia no verificada que la esposa de Wood, Rebecca Massey, era la primera adicta a morfinas intravenosas y se murió de una sobredosis administrada por la invención de su marido. Sin embargo, Richard Davenport-Hines dice que 'es un mito: ella sobrevivió a su marido, y vivió hasta 1894.'
Más adelante, Wood vivió en 12 Strathearn Place in the Grange en la zona sul de Edinburgh.

Wood está enterrado con su esposa, Rebecca Massey, en Den Cemitery en Edinburgh. La tumba está en una sección orientada hacia el este de la terraza escondida en la parte sur. La lápida lleva una fecha más tardía, la muerte de su esposa, 6 de febrero de 1895.
- Datos: Q4720418
- Multimedia: Alexander Wood (physician) / Q4720418